# Federico Balart Elgueta
Federico Balart Elgueta (Pliego, Múrcia, 22 d'octubre de 1831 - Madrid, 11 d'abril de 1905) fou un periodista, poeta, crític d'art, crític teatral i humorista espanyol vinculat al realisme. En la seva carrera política com a republicà va arribar a Conseller d'Estat.

## Biografia
Va arribar a Madrid amb dinou anys per estudiar Dret. Les seves primeres crítiques literàries van aparèixer al periòdic La Verdad de Múrcia, cap a 1861 i les va signar amb el pseudònim de 'Nadie'. El 1870 va ser nomenat sotssecretari del Ministeri de la Governació i posteriorment Conseller d'Estat, fou elegit diputat a les Corts per Motril en 1870 i, entre 1872 i 1873, va ser senador per Castelló de la Plana. També va treballar com a comptable al Banc d'Espanya i va ser censor i director artístic al Teatro Español. Col·laborador habitual a La Democracia i a Gil Blas, va aconseguir fama i respecte com a crític d'art i de teatre. Va ocupar una cadira a la Reial Acadèmia Espanyola el 1891. El seu matrimoni amb la vídua Dolores Anza, i la sobtada mort d'ella el 1879, van ser la matèria poètica del llibre Dolores, publicat el 1894 i que va conèixer un èxit inusitat. Balart va morir a Madrid, als 73 anys.

## Obres
A més del fons elegíac de Dolores, Balart desenvolupa una poètica sobre el sentit de l'existència, la fe i la immortalitat, el què li va suposar àcides crítiques del clergat, i fins i tot d'escriptors de joventut anarquista com José Martínez Ruiz, «Azorín», que al seu Charivari el va acusar de ser un poeta «sense inspiració, prosaic, horriblement difícil i insincer». També va escriure l'assaig Literatura y Arte i altres llibres lírics com Novedades de antaño i Horizontes, a més dels pòstums: Sombras y destellos i Fruslerías.

## Memòria
A Pliego li dedicaren un carrer i un bust a la Glorieta. També té carrers a Mula i al barri de San Antolín a Múrcia. L'institut d'educació secundària de Pliego té el seu nom.